# Marienhøj Hede
Marienhøj Hede er en 20 ha stor, fredet hede i Marienhøj Plantage ved Hadsund. I 2013 var det gamle fredede hedeområde ved at være omdannet til skov. Heden var groet til med små birketræer, der næsten havde fået alt lyngen til at gå ud. I juni 2013 satte Mariagerfjord Kommune et større naturplejeprojekt i gang. Projektet vil blive gennemført i samarbejde med lodsejeren, og vil i første omgang bestå i, at der sættes kreaturer ud på arealet. I første omgang vil der gå 10 stykker kvæg af racen Skotsk højlandskvæg.
Heden er kendt for sine store, enebærbuske. Iøjnefaldende er også gederams, hedelyng og gyvelbuske. Plantagen, der vokser ud på hedearealet, består af store bevoksninger af nåletræer og enkelte områder med bøgeskov.
Der har været gravet skyttegrave på heden under 2. Verdenskrig. De er endnu synlige på højdedraget tæt på Terndrupvej. Skyttegravene blev gravet af tyskerne, da man ville beskytte flyruter fra Aalborg der gik lige over området.
Marienhøj Hede blev fredet i 1956.

## Eksterne kilder og henvisninger
- Om fredningen på fredninger.dk